# Träningsmatch

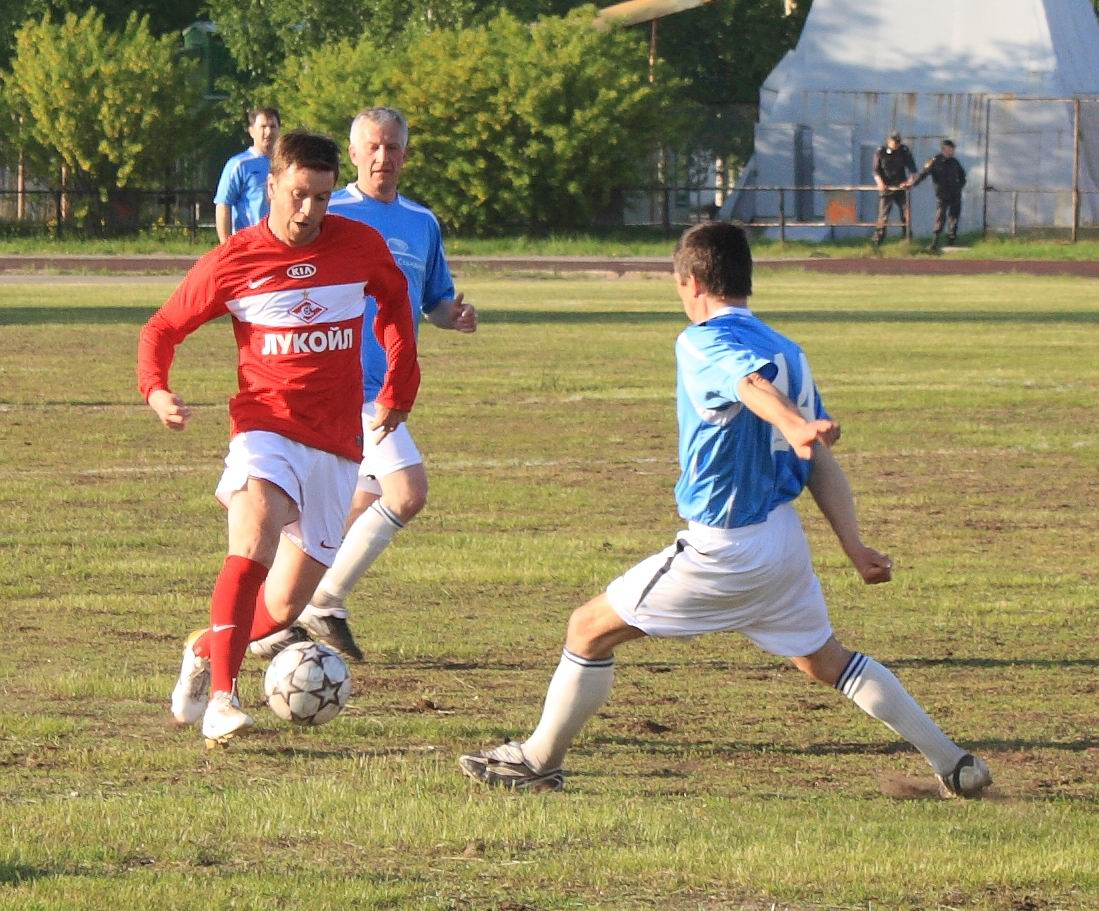
Träningsmatch i fotboll, Ryssland 27 maj 2010.

Träningsmatch eller vänskapsmatch är inom sportens värld ett möte mellan två lag eller idrottare, utom officiell tävlan.
Syftet med träningsmatcher kan vara att förbereda lagen för tävlingsmatcher under ordinarie säsong, vilket ger tränare möjligheter att testa nya spelare utan att laget riskerar viktiga poängförluster för att inte de bästa är med. Ibland används begreppet vänskapsmatch om till exempel avskedsmatcher för stora spelar- och tränarprofiler som slutar eller matcher till minne av en numera avliden berömd spelare eller tränare. Även minnet av andra händelser kan uppmärksammas. Tränings- och vänskapsmatcher förekommer såväl på landslags- som klubbnivå. 
Andra syften kan vara att marknadsföra laget eller idrottsgrenen på nya marknader och i fler länder, något som även benämns uppvisningsmatch. Ofta sammanfaller syften och två lag kan mötas på neutral plats utan konkurrerande elitlag för att rekrytera anhängare och samtidigt få träning. Exempelvis turnerar många europeiska storlag inom fotboll i Asien och Nordamerika och möter varandra eller lokala lag i träningsmatcher vilket dels svetsar samman och förbereder spelarna, dels ger värdefull exponering på marknader där det sedan går att sälja souvenirer eller på annat sätt slå mynt av uppmärksamheten. Det förekommer även att tävlingsmatcher spelas på andra marknader som ett led i marknadsföringen. De amerikanska proffsligorna MLB, NHL och NBA brukar exempelvis förlägga tävlingsmatcher utanför Nordamerika. 
Fram till ungefär år 2000 var det ganska vanligt att storlag i fotboll från England, Italien och Spanien reste till Sverige på träningsläger under juli månad för att i träningsmatcher möta svenska lag. Numera är många av dessa matcher ersatta av möten mellan fotbolls-Europas storlag.